# François de Joyeuse
François de Joyeuse, francoski rimskokatoliški duhovnik, škof in kardinal, * 24. junij 1562, Carcassonne, † 23. avgust 1615.

## Življenjepis
20. oktobra 1581 je bil imenovan za nadškofa Narbonna.
12. decembra 1583 je bil povzdignjen v kardinala.
20. maja 1585 je bil ustoličen kot kardinal-duhovnik S. Silvestro in Capite.
Leta 1586 je prejel škofovsko posvečenje.
11. decembra 1587 je bil imenovan za kardinal-duhovnika SS. Trinità al Monte Pincio, 4. novembra 1588 za nadškofa Toulousa, 27. aprila 1594 za kardinal-duhovnika S. Pietro in Vincoli, 24. marca 1604 za kardinal-škofa Sabine, 13. oktobra istega leta za nadškofa Rouena (potrditev je prejel 14. marca 1605) in 17. avgusta 1611 za kardinal-škofa Ostie.